# Heded

Heded is een dorp in het district Jariban in het noorden van de regio Mudug in Puntland in noord-centraal Somalië.
Heded ligt in een aride landschap met spaarzame en verspreide vegetatie. Het dorp heeft geen wegverbindingen met de buitenwereld, maar een aantal paden lopen vanuit het dorp in diverse richtingen.
Heded heeft geen school of een gezondheids-post of enige andere overheidsinfrastructuur.